# 毛利重次
毛利 重次（もうり しげつぐ、文禄3年（1594年） － 寛永17年10月21日（1640年12月4日）は、豊臣秀頼の家臣。江戸時代の旗本。父は毛利重政。母は大神親長の女。子に重長（重行）。妻は芦田（赤井）時直（直正の末弟）の娘。
幼名は虎丸。通称は兵橘。豊後日出で生まれる。慶長2年（1597年）、4歳で父重政が急死、嗣子幼少を理由に遺領の相続が認められなかった。母が他家に嫁いだこともあって、孤児となって諸国を流浪する。片桐且元の周旋で豊臣秀頼に召抱えられ、備中国小田郡の内300石を賜る。慶長19年（1614年）、且元に従い大坂城より退居。その後、且元の子孝利、為元に属して摂津茨木に住む。後、寛永17年（1640年）に将軍家光に召されて大番となるが、その年に没した。